# George Miller (Regisseur)

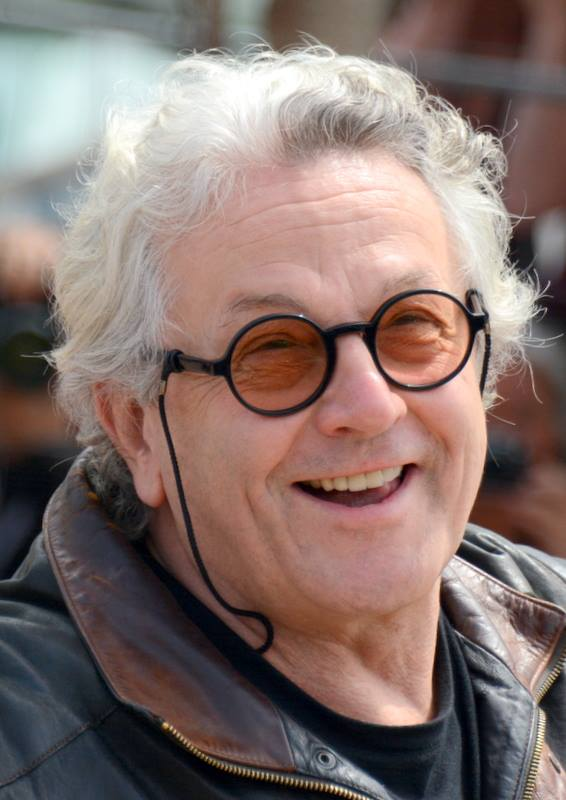
George Miller (2015)

George Miller AO (* 3. März 1945 in Chinchilla, Queensland) ist ein australischer Filmregisseur, Drehbuchautor und Filmproduzent, der vor allem durch seine fünfteilige Filmreihe Mad Max (1979–1985, 2015 und 2024) weltbekannt wurde.

## Leben und Wirken
Berühmt wurde Miller mit seiner Mad-Max-Filmreihe (1979–1985). Die drei düsteren Endzeit-Action-Filme gelten heute als Klassiker. Mit Mad Max setzte Miller neue Maßstäbe. Explosive Materialschlachten, heiße Verfolgungsjagden und atemberaubende Stunts wurden salonfähig. Zudem wurde dabei der junge Mel Gibson in der Hauptrolle als Max Rockatansky weltberühmt.
2015 wurde mit Mad Max: Fury Road ein vierter, sehr erfolgreicher Teil der Reihe veröffentlicht, den erneut Miller inszenierte und in dem Tom Hardy die titelgebende Rolle übernahm. Miller erhielt für den Film bei der Oscarverleihung 2016 zwei Nominierungen in den Kategorien Bester Film und Beste Regie.
Vor seiner Arbeit an Mad Max war Miller, ein Sohn griechischer Einwanderer, beruflich zunächst in einer ganz anderen Richtung tätig. Nach seinem Medizinstudium an der medizinischen Fakultät der University of New South Wales arbeitete Miller jahrelang als Unfallarzt. Er belegte anschließend Dramaturgie und Regie an der University of Melbourne. Der Aufstieg im Filmgeschäft hing eng mit seinen besten Freunden, dem Produzenten Byron Kennedy (1949–1983), aber vor allem mit Mel Gibson zusammen, der mit Mad Max seinen weltweiten Durchbruch schaffte.
Gemeinsam mit Carl Sagan arbeitete Miller ein Jahr lang am Drehbuch zu Contact, verließ das Projekt aber aufgrund kreativer Differenzen mit dem Filmstudio Warner Brothers und wurde als Regisseur durch Robert Zemeckis ersetzt. Für sein Mitwirken an Ein Schweinchen namens Babe gewann Miller 1996 einen Golden Globe Award in der Kategorie Bester Film – Komödie oder Musical. Sein 2006 erschienener Film Happy Feet wurde in der Kategorie Bester animierter Spielfilm mit dem Oscar ausgezeichnet. Zuvor war Miller bereits drei Mal für den Oscar nominiert gewesen. Für den gleichen Film erhielt er 2007 einen Bafta. Das Australian Film Institute vergab Miller im Laufe seiner Karriere ebenfalls mehrere Auszeichnungen, unter anderem 2006 den Global Achievement Award für sein Werk Happy Feet.
2015 erschien der vierte Mad Max-Teil, Mad Max: Fury Road, mit Tom Hardy und Charlize Theron zu allgemein herausragenden Kritiken; er gewann bei zehn Nominierungen insgesamt sechs Oscars, zudem war Miller in der Kategorie Beste Regie nominiert. Daneben erwies sich der Film auch an den Kinokassen als profitabel. 2016 wurde er als Jurypräsident der 69. Internationalen Filmfestspiele von Cannes ausgewählt.
Im Jahr 2022 erfolgte die Veröffentlichung von Millers Fantasyfilm Three Thousand Years of Longing mit Idris Elba und Tilda Swinton in den Hauptrollen. 2024 folgte mit Furiosa: A Mad Max Saga ein Prequel von Mad Max: Fury Road der fünfte Teil der Mad-Max-Saga. Die Titelrolle übernahm dieses Mal Anya Taylor-Joy.
Miller hat eine Tochter aus seiner ersten Ehe mit der Schauspielerin Sandy Gore und zwei Söhne aus seiner zweiten Ehe mit der Filmeditorin Margaret Sixel. Sixel war auch für den Schnitt von einigen seiner Filme verantwortlich, darunter Mad Max: Fury Road.
Für seine Verdienste um die australische Filmindustrie als Regisseur, Produzent und Autor, als Gründungsdirektor des Museums für zeitgenössische Kunst und als Mitglied der internationalen Jury des Filmfestivals von Cannes wurde er 1996 zum Officer des Order of Australia ernannt.
George Miller sollte nicht verwechselt werden mit George Trumbull Miller, der ebenfalls australischer Filmregisseur und Produzent war und sich häufig nur George Miller nannte.

## Filmografie (Auswahl)
- 1979: Mad Max, Drehbuch und Regie
- 1980: Die Kettenreaktion (The Chain Reaction), Produktion (associate)
- 1981: Mad Max II – Der Vollstrecker (Mad Max 2), Drehbuch und Regie
- 1983: The Dismissal (Mini-Fernsehserie), Produktion (executive)
- 1983: Unheimliche Schattenlichter (Twilight Zone: The Movie), Regie
- 1984: Cowra Breakout (Mini-Fernsehserie), Produktion
- 1984: Bodyline (Mini-Fernsehserie), Produktion
- 1985: Mad Max – Jenseits der Donnerkuppel (Mad Max Beyond Thunderdome), Drehbuch, Regie und Produktion
- 1987: The Riddle of the Stinson (TV-Produktion), Produktion
- 1987: Vietnam (Mini-Fernsehserie), Produktion
- 1987: Das Jahr meiner ersten Liebe (The Year My Voice Broke), Produktion
- 1987: Die Hexen von Eastwick (The Witches of Eastwick), Regie
- 1988: The Dirtwater Dynasty (Fernsehserie), Produktion
- 1988: The Clean Machine (TV-Produktion), Produktion
- 1988: Fragments of War: The Story of Damien Parer (TV-Produktion), Produktion
- 1989: Todesstille (Dead Calm), Produktion
- 1989: Bangkok Hilton (Mini-Fernsehserie), Produktion
- 1991: Flirting – Spiel mit der Liebe (Flirting), Produktion
- 1992: Lorenzos Öl (Lorenzo's Oil), Drehbuch, Regie und Produktion
- 1995: Video Fool for Love, Produktion
- 1995: Ein Schweinchen namens Babe (Babe), Drehbuch und Produktion
- 1997: 40,000 Years of Dreaming, Drehbuch und Regie
- 1998: Schweinchen Babe in der großen Stadt (Babe: Pig in the City), Drehbuch, Regie und Produktion
- 2006: Happy Feet, Drehbuch, Regie und Produktion
- 2011: Happy Feet 2, Drehbuch, Regie und Produktion
- 2015: Mad Max: Fury Road, Drehbuch, Regie und Produktion
- 2022: Three Thousand Years of Longing, Drehbuch, Regie und Produktion
- 2024: Furiosa: A Mad Max Saga, Drehbuch, Regie und Produktion

## Dokumentation
- Action, Sand und Endzeit: Die Mad-Max-Saga. Regie: Julien Dupuy, ARTE F, Frankreich, 53 Minuten, 2025